# 増田順一
増田 順一（ますだ じゅんいち、1968年1月12日 - ）はゲームクリエイター、ゲームミュージックの作曲家。神奈川県横浜市出身。藤嶺学園藤沢高等学校、日本電子専門学校コンピュータグラフィックス科卒業。株式会社ゲームフリーク元取締役。株式会社ポケモンチーフ・クリエイティブ・フェロー。ゲーム『ポケットモンスター』シリーズのゲームミュージックの作曲者として知られる。 血液型はA型。

## 概要
ゲームフリーク創立当初からのメンバー。
就職する20歳までは東戸塚に在住し、子どものころは、父親曰く「スポーツよりも虫取りの方が楽しかった」というほどの虫取り好きであったほか、役割に特化した乗り物が好きで、貨物列車の撮影をよくしていた。現在でも新幹線や成田エクスプレスなどが好きと言う鉄道ファンでもある。はまれぽ.comのインタビュー記事では、「東戸塚の原風景がポケモンの世界にも生かされていた」と考察されている。
日本電子専門学校を卒業後、就職してプログラマーとして働いていた。プログラマーになったきっかけは「プログラミングして自分でゲームを作ればわざわざゲームセンターでコインを使わなくても済む」というもの。音楽業界やCG業界もかつては志望していたが、徹夜が常態化した労働環境に尻込みして早々に断念した。サラリーマン時代には電話機のプログラミングなどを手掛け、家では趣味でゲームを製作した。
サラリーマン生活の傍らで専門学校時代の友人を通じて田尻智が主宰していた同人サークル『ゲームフリーク』の活動にも参加し、『クインティ』の制作に携わった。後にゲームフリーク設立30周年を記念した公式動画で「今まで手掛けた作品で納期も無く趣味感覚で作曲したのはクインティぐらいなもの」と本人は述懐し、当時これで商売になるとは増田を含めサークルの誰も考えていなかったという。同時に、みんなでゲーム作りをする楽しみを覚えたと語っていた。その後、ゲームフリークを会社として立ち上げるときに当時勤めていた会社を辞めて、正式にゲームフリークの社員となった。
ゲームフリークでは作曲家として、『ポケットモンスター』シリーズを筆頭に、『クインティ』や『ヨッシーのたまご』、『マリオとワリオ』などの多くのゲームフリーク作品において音楽やサウンドプログラムに携わっている。『ポケットモンスター ルビー・サファイア』以降はディレクターとして、シナリオやゲームデザインも手がけている。経営に専念している田尻に代わり、近年は広報役として各メディアに露出し、『ポケットモンスター』（特に新作発売時）のプロモーション活動を行っている。
一番好きなポケモンはコダックであるが、後年では『ポケットモンスター X・Y』の攻略本にて、開発中に使用していたニンフィアと回答している。
増田の両親は福岡県出身で、妹がいる。同県出身の声優・金子有希は親戚に当たる（従姉の孫娘・従姪孫）。

## 作品
- クインティ - 作曲/効果音
- ヨッシーのたまご - 全曲作曲/効果音/サウンドプログラマー
- まじかる☆タルるートくん（メガドライブ版）-　全曲作曲/効果音/サウンドプログラマー
- マリオとワリオ - プログラマー/全曲作曲
- パルスマン - プログラマー/作曲/効果音
- バザールでござーるのゲームでござーる - メインプログラマー[11]
- BUSHI青龍伝〜二人の勇者〜 - プログラマー/作曲/効果音
- ポケットモンスター 赤・緑 - プログラマー/全曲作曲/効果音
- ポケットモンスター 青 - プログラマー/全曲作曲/効果音
- ポケットモンスター ピカチュウ - プログラマー/全曲作曲/効果音
- ポケットモンスター 金・銀 - サブディレクター/作曲/効果音/ゲームデザイン
- クリックメディック - ディレクター/ゲームデザイン/プログラム
- ポケットモンスター クリスタルバージョン - ディレクター/作曲/効果音/ゲームデザイン/シナリオ
- ポケットモンスター ルビー・サファイア - ディレクター/作曲/ゲームデザイン/プロット
- スクリューブレイカー 轟振どりるれろ - プロデューサー、アディショナルチューニング
- ポケットモンスター ファイアレッド・リーフグリーン - ディレクター/作曲
- ポケットモンスター エメラルド - ワールドディレクター/作曲/ゲームデザイン/プロット
- ポケットモンスター ダイヤモンド・パール - ディレクター/作曲
- ポケットモンスター プラチナ - プロデューサー/作曲/プロット
- ポケットモンスター ハートゴールド・ソウルシルバー - プロデューサー/作曲
- ポケットモンスター ブラック・ホワイト - ディレクター/作曲
- ポケットモンスター ブラック2・ホワイト2 - プロデューサー
- ポケットモンスター X・Y - ディレクター/プロデューサー/作曲/プロット
- ポケットモンスター オメガルビー・アルファサファイア - プロデューサー
- Pokémon GO - 全曲作曲
- ポケットモンスター サン・ムーン - プロデューサー/作曲
- ポケットモンスター ウルトラサン・ウルトラムーン - プロデューサー/作曲
- ポケットモンスター Let's Go! ピカチュウ・Let's Go! イーブイ - ディレクター
- ポケットモンスター ソード・シールド - プロデューサー/作曲（ダウンロードコンテンツ）
- ポケットモンスター ブリリアントダイヤモンド・シャイニングパール - ディレクター